# 中国南极秦岭站
中国南极秦岭站（简称秦岭站），前称罗斯海新站，是中國極地研究中心在南极洲建立的第五个南极科学考察站，位于南极洲东部维多利亚地罗斯海沿岸的恩克斯堡岛。于2018年2月7日奠基，原本计划于2022年建成，后延后至2024年建成。该科考站名称源自位于中国中部的山脉秦岭。

## 建筑结构与规划
秦岭站由中铁建工承建，建筑面积5244平方米，建成时将是中国南极科考站中面积最大的一个。建筑外观设计理念来自南十字星。主体由84个功能模块组合，分为A、B、C三个区域，主楼内部有办公室、 实验室、调度室、医务室、餐厅、宿舍等区域。后勤中心有车库、发电、污水处理、海水淡化、仓库等功能。可以满足80人度夏、30人越冬的基本需求。配套的停机坪可以同时停放两架直升机。建筑使用期间超过60%的能源来自太阳能光伏、风能等可再生能源。
在结构设计上，秦岭站采用钢结构体系，用钢量超过每平方米300kg。结构设计时通过风洞试验的方法，考虑了65m/s的大风造成的风荷载，并通过风吹雪实验测试积雪厚度，验证出入口位置设计的合理性。

## 建设历程
2017年12月初，雪龙号首次抵达恩克斯堡岛，用直升机将340吨物资部署上岛。
2018年1月16日，中国第34次南极科学考察队成功将3台大型工程装备运上恩克斯堡岛。这3台大型工程装备分别为履带挖掘机、装载机和履带吊车。
2018年2月7日，经过20多天连续施工，罗斯海新站于在恩克斯堡岛正式选址奠基。
2019年1月6日，中国第35次南极科学考察队顺利抵达罗斯海新站，累计卸货149吨，运回5.5吨，累计作业24.5小时。
2023年12月16日，罗斯海新站完成了主楼首根最高钢柱的吊装。
2024年1月13日，罗斯海新站完成主楼最后一根钢梁吊装，标志着新站主楼主体结构实现封顶。
2024年2月7日，罗斯海新站正式开站，并命名为“秦岭站”。